# بشر بن عون العبدي
بشر بن عوانة العبدي شاعر جاهلي، صعلوك. وقد يكون تخيليًّا، إذ يُنسب اختراعه لبديع الزمان الهمذاني الذي اشتهر بقصصه الخيالية في المقامات وبشخصياته الخيالية مثل عيسى بن هشام، وأبو الفتح الإسكندري. في إحدى مقامات بديع الزمان المسماة بالمقامة البشرية، تروي القصة التي يظهر فيها بشر بن عوانة وهو في طريقه للبحث عن مهر لابنة عمه، حيث يلتقي بأسد ويثبت له، ويقوم بقتله. كما يتم إيراد قصيدة له تخاطب أختًا له تُدعى فاطمة، والتي تُعد إحدى المقامات الشهيرة في أدب بديع الزمان الهمذاني.

## صحة وجوده
هناك رأيان فيه:
1. شاعر حقيقي، علم به أورد بديع الزمان من كتب مفقودة. وقيل في قصته رأيان:[3]
  1. القصة أيضًا حقيقية.
  2. القصة فقط خيالية
2. شاعر تخيلي، من اختراع بديع الزمان، كما اخترع شخصياته الخيالية الأخرى، وأورد لهم قصصًا.[1]

## المقامة البشرية
حَدَّثَنا عِيسَى بْنُ هِشَامٍ قَالَ: كَانَ بِشْرُ بْنُ عَوَانَةُ العَبْدِيُّ صُعْلُوكاً. فَأَغَارَ عَلَى رَكْبٍ فِيهِمُ امْرَأَةٌ جَمِيلَةٌ، فَتَزَوَّجَ بِهَا، وَقالَ: مَا رَأَيْتُ كَالْيَومِ، فَقالَتْ:
لأَسْفَرَ الصُّبْحُ لِذِي عَيْنَيْنِ قَالَ بِشْرٌ: وَيْحَكِ مَنْ عَنَيْتِ؟ فَقَالَتْ: بِنْتَ عَمِّكَ فَاطِمَةَ، فَقالَ: أَهِيَ مِنَ الحُسْنِ بِحَيْثُ وَصَفْتِ؟ قالَتْ: وَأَزْيَدُ وَأَكْثَرُ، فَأَنْشَأ يَقُولُ:
فَقَالَتْ:
ثُمَّ أَرْسَلَ إِلَى عَمِّهِ يَخْطُبُ ابْنَتَهُ، وَمَنَعَهُ العَمُّ أُمْنِيَّتَهُ، فَآلى أَلاَّ يُرْعِىَ عَلى أَحَدٍ مِنْهُمْ إِنْ لَمْ يُزَوِّجَهُ ابْنَتَهُ، ثُمَّ كَثُرَتْ مَضَرَّاتُهُ فِيهِمْ، وَاتَّصَلَتْ مَعَرَّاتُهُ إِلَيْهِمْ؛ فَاجْتَمَعَ رِجَالُ الحَيِّ إِلَى عَمِّهِ، وَقَالُوا:كُفَّ عَنَّا مَجْنُونَكَ، فَقَالَ: لاَ تُلْبِسُونشي عَاراً، وَأَمْهِلُونِي حَتَّى أُهْلِكَهُ بِبَعْضِ الحِيَلِ، فَقَالُوا: أَنْتَ وَذَاكَ، ثُمَّ قَالَ لَهُ عَمُّهُ: إِنِّي آلَيْتُ أَنْ لاَ أُزَوِّجَ ابْنَتِي هَذِهِ إِلاَّ مِمَّنْ يَسُوقُ إِلَيْهَا أَلْفَ نَاقَةٍ مَهْراً، وَلا أَرْضَاهَا إِلاَّ مِنْ نُوقِ خُزَاعَةَ، وَغَرَضُ العَمِّ كَانَ أَنْ يَسْلُكَ بِشْرٌ الطَّرِيقَ بَيْنَهُ وَبَيْنَ خُزَاعَةَ فَيَفْتَرِسَهُ الأَسَدُ؛ لأَنَّ العَرَبَ قَدْ كَانَتْ تَحَامَتْ عَنْ ذَلكَ الطَّريقِ، وَكَانَ فِيهِ أَسَدٌ يُسَمَّى دَاذاً، وَحَيَّةٌ تُدْعَى شُجَاعاً، يَقُولُ فِيِهِمَا قَائِلهُمْ:
فَإِنَّهَا سَيِّدَةُ الأَفَاعي ثُمَّ إِنَّ بِشْراً سَلَكَ ذَلِكَ الطَّرِيقَ، فَمَا نَصَفَهُ حَتَّى لَقِيَ الأَسَدَ، وَقَمَصَ مُهْرُهُ، فَنَزَلَ وَعَقَرَهُ، ثُمَّ اخْتَرَطَ سَيْفَهُ إِلَى الأَسَدِ، وَاعْتَرَضَهُ، وَقَطَّهُ، ثُمَّ كَتَبَ بِدَمِ الأَسَدِ عَلى قَميصِهِ إِلَى ابْنَةِ عَمِّهِ:
فَلمَّا بَلَغَتِ الأَبْيَاتُ عَمَّهُ نَدِمَ عَلَى ما مَنَعَهُ تَزْوِيجَهَا، وَخَشِيَ أَنْ تَغْتَالَهُ الحَيَّةُ، فَقَامَ في أَثرِهِ، وَبَلَغَهُ وَقَدْ مَلكَتَهُ سَوْرَةُ الحَيَّةِ، فَلمَّا رَأَى عَمَّهُ أَخَذَتْهُ حَمِيَّةُ الجَاهِلِيَّةِ، فَجَعلَ يَدَهُ فِي فَمِ الحَيَّةِ وَحَكَّمَ سَيْفَهُ فِيهَا، فَقَالَ:
وَنَفْسُهُ نَفْسِي وَسَمِّي سَمُّهُ
فَلَمَّا قَتَلَ الحَيَّةَ قَالَ عَمُّهُ: إِنيِّ عَرَّضْتُكَ طَمَعاً في أَمْرٍ قَدْ ثَنَى اللهُ عِنَانِي عَنْهُ، فارْجِعْ لأَزَوِّجَكَ ابْنَتِي، فَلَمَّا رَجَعَ جَعَلَ بِشرٌ يَمْلأُ فَمَهُ فَخْراً، حَتَّى طَلَعَ أَمْرَدُ كَشِقِّ القَمَرِ على فَرَسِهِ مُدَجَّجَاً في سِلاَحِهِ، فَقَالَ بِشْرٌ: يَا عَمُّ إِني أَسْمَعُ حِسَّ صَيْدٍ، وَخَرَجَ فَإِذَا بِغُلامٍ عَلى قَيْدٍ، فَقالَ: ثَكِلَتْكَ أُمُّكَ يا بِشْرُ! أَنْ قَتَلْتَ دُودَةً وَبَهِيمَةً تمَلأُ ماضِغَيْكَ فَخْراً؟ أَنْتَ في أَمَانٍ إِنْ سلَّمْتَ عمَّكَ فَقَالَ بِشْرٌ مَنْ أَنْتَ لا ُأَّم لكَ قَالَ اليَوْمُ الأَسْوَدُ والمَوْتُ الأَحْمَرُ، فَقالَ بِشْرٌ: ثَكِلَتْكَ مَنْ سَلَحَتْكَ، فَقالَ: يَا بِشْرُ وَمَنْ سَلَحَتْكَ، وَكَرَّ كُلُّ وَاحِدٍ مِنْهُمَا علَى صَاحِبِهِ، فَلَمْ يَتَمكَّنْ بِشْرٌ مِنْهُ، وَأَمكَنَ الغُلاَمَ عِشْرُونَ طَعْنَةً في كُلْيَةِ بِشْرٍ، كُلَّمَا مَسَّهُ شَبَا السِّنانِ حَمَاهُ عَنْ بَدَنِهِ إبِقْاَءً عَلَيْهِ، ثُمَّ قَالَ: يَا بِشْرُ كَيْفَ تَرَى؟ أَلَيْسَ لَوْ أَرَدْتُ لأَطْعَمْتُكَ أَنْيَابَ الرُّمْحِ؟ ثُمَّ أَلْقَى رُمْحَهُ واسْتَلَّ سَيْفَهُ فَضَربَ بِشْراً عِشْرينَ ضرْبةً بِعَرْضِ السَّيْفِ، وَلَمْ يَتَمَكَّنْ بِشْرٌ مِنْ وَاحِدَةٍ، ثُمَّ قَالَ: يَا بِشْرُ سَلِّمْ عَمَّكَ وَاذْهَبْ فِي أَمانٍ، قَالَ: نَعَمْ، وَلَكِنْ بِشَريطَةِ أَنْ تَقُولَ منْ أَنْتَ، فَقَالَ: أَنَا ابْنُكَ، فقالَ: يَا سُبْحَانَ اللهِ مَا قَارَنْتُ عَقِيَلةً قَطُّ فَأَنَّى لِي هَذِهِ المِنْحَةُ؟؟ فَقَالَ: أَنَا ابْنُ المَرْأَةِ التِّي دَلَّتْكَ عَلى ابْنَةِ عَمِّكَ، فَقالَ بِشْرٌ:
وَحَلَفَ لاَ رَكِبَ حِصاناً، وَلا تَزَوَّجَ حَصَاناً. ثُمَّ زَوَّجَ ابْنَةَ عَمِهِ لابْنِهِ.

## طالع أيضًا
- بديع الزمان الهمذاني
- مقامة
- مقامات بديع الزمان الهمذاني
- شعر جاهلي
- نصوص مقامات بديع الزمان الهمذاني